# Lajos utca (Budapešť)
Lajos utca je ulice v maďarském hlavním městě Budapešti. Nachází se v Budíně. Rušná dopravní třída vede severojižním směrem od Zikmundova náměstí až po Arpádův most. Představuje hlavní osu místní části Újlak. Je dlouhá 1,8 km.
Na třídě se nachází Starobudínská synagoga, ruiny amfiteátru starověkého Aquinica nebo městská galerie. Ve své severní části k ní přiléhá panelové sídliště, které nese její název (Lajos utcai lakótelep)